# 里奇·汉弗莱斯
理查德·约翰·"里奇"·汉弗莱斯（1977年11月30日—），也译作亨弗雷斯，是一名英格蘭職業足球員。
汉弗莱斯於1996年在錫周三展開足球事業，期間曾被外借到斯肯索普及卡迪夫城。2001年他離隊加盟剑桥联一段短時間，稍後轉投現時仍然效力的哈特普爾，在2006年曾被外借到維爾港。

## 童年及早期事業
汉弗莱斯自小便接觸足球運動，出身於足球世家，他的祖父欧内斯特（Ernest Humphreys）曾效力米尔沃尔、马瑟韦尔及圣米伦，而父親约翰（John Humphreys）亦曾到錫菲聯試腳。
逐漸成長的汉弗莱斯成為錫菲聯的球迷並參加其學童計劃，汉弗莱斯形容為「夢想成真」。但當汉弗莱斯13歲時，錫菲聯卻將他放棄。
汉弗莱斯其後參加设菲尔德男童隊（Sheffield Boys），是少數沒有加入職業球會的球員。但情況隨即改變，一名錫周三的球探發現汉弗莱斯，並羅致他加入優秀學童球員計劃（centre of excellence）。

## 錫周三
1995年汉弗莱斯離開纽菲尔中学（Newfield Secondary School）後成為錫周三青年隊的一員。在隊中汉弗莱斯擔任左翼，並獲球隊提供職業球員合約。由於球隊兩名前鋒大卫·赫斯特（David Hirst）及马克·布赖特（Mark Bright）同告受傷，領隊大卫·普利特（David Pleat）大膽起用汉弗莱斯隨隊到荷蘭進行季前熱身賽。
汉弗莱斯在荷蘭的首場比賽獲派上陣並射入兩球。次仗對烏德勒支時再入一球，是場擔任榮譽嘉賓的告魯夫稱讚汉弗莱斯為「雲巴士頓第二」。在這次季前熱身賽汉弗莱斯被派在翼位活動，並獲得錫周三的名宿華度的指導，當時左腳較純熟的華度，由原本的左翼串演右翼亦相當成功。
1995年9月9日作客昆士柏流浪大勝3-0，汉弗莱斯在完場前後補上陣，首次亮相英格蘭超級聯賽。這個球季汉弗莱斯共獲6次上陣機會，其中一場出任正選，沒有入球斬獲。
1996/97年球季展開前的良好狀態使汉弗莱斯獲得在聯賽開鑼日8月17日，主場對阿士東維拉正選上陣的機會，於下半場56分鐘為球隊先開紀錄，這入球的時速達到95.9英哩，而廣為為知卡路士於1997年代表巴西對法國的自由球僅為85.2英哩，是歷史上最強勁的射球之一。下一場作客列斯聯汉弗莱斯再射入一球。9月2日返回主場對莱斯特城，汉弗莱斯盤球50碼，最後精彩地射球入網。至此錫周三開季4場全勝取得滿分的12分而領先榜首，而射入3球的汉弗莱斯被視為背後的原動力。但這時大卫·普利特決定放走汉弗莱斯的導師華度。汉弗莱斯亮麗的表現使有傳聞列斯聯希望用400萬英鎊收購他。但汉弗莱斯選擇留隊，惟缺少華度的供應後，汉弗莱斯在餘下的球季在聯賽再沒有入球，只在2007年1月4日足總盃第三圈7-1大勝甘士比中梅開二度，及在2月16日足總盃第五圈射入唯一入球1-0淘汰巴拉福特。
汉弗莱斯獲召加入1997年在馬來西亞舉行的世青盃的英格蘭大軍，隊中尚有奧雲、梅菲、加歷查等球員，汉弗莱斯獲分發9號球衣。分組賽英格蘭3戰全勝首名出線，汉弗莱斯只在首場對科特迪瓦時後補上場，16強淘汰賽獲派正選上陣，但以1-2負於是屆最終冠軍的阿根廷被淘汰。
接下來的兩個球季錫周三簽入大量外援球員如迪肯尼奧及卡邦尼（Benito Carbone）等，汉弗莱斯未能穩固正選席位，兩季內只獲得32次上陣機會。1999年8月汉弗莱斯被外借到斯肯索普一個月，出戰6場及射入兩球。返回錫周三後仍沒有上陣機會，在11月再獲外借到卡迪夫城三個月，上陣11場及射入兩球。汉弗莱斯回到錫周三後依然坐冷板凳，而季末錫周三亦降級到甲組《第二級》。2000/01年球季初汉弗莱斯終於重獲正選，但仍然無法打破入球荒，在10場聯賽及聯賽盃中交白卷。為找回射球觸覺，汉弗莱斯毅然在季中轉投乙組《第三級》的球隊剑桥联。在7場比賽中射入3球，汉弗莱斯原本有望在季後獲得剑桥联領隊萊·麥花倫（Roy McFarland）提供的長約，但不幸在3月6日對盧頓於開賽不久即因斷腳離場。在汉弗莱斯養傷期間萊麥花倫被剑桥联辭退，而接替的新領隊约翰·贝克（John Beck）拒絕在汉弗莱斯復出前提供新合約。

## 哈特普爾
哈特普爾的領隊基斯·端納（Chris Turner）先讓汉弗莱斯跟操，2001年7月18日開季前正式簽署合約，在2001/02年球季初的9場比賽伙拍凯文·韩德森（Kevin Henderson）在前線攻堅，但因表演不理想而被貶為後備，由新加盟的戈登·沃森（Gordon Watson）替上。但汉弗莱斯與沃森在錫周三時曾經共事，互相熟悉踢法及已有一定默契，反而將韩德森擠到後備席。雖然入球數字不高，基斯端納仍然滿意汉弗莱斯的表現。汉弗莱斯稍後移任中場中的位置，由於表現出色而一直留任到季末。
是季哈特普爾獲得丙組《第四級》聯賽第七位，可以參加季後升級附加賽，2002年4月27日首回合主場完半場前先開紀錄，下半仍然佔有優勢，直到89分鐘因後防一次失誤被車頓咸扳成1-1平手。4月30日次回合加時後仍然是1-1，累計兩回合2-2，需以十二碼分勝負，在第二輪突然死亡輪到汉弗莱斯主射，他的射球擊中橫楣兩次，有說皮球在首次著地已經越過白線，但被判不入而以4-5飲恨，哈特普爾連續第三年在季後升級附加賽四強止步。
在射失十二碼後汉弗莱斯身心交瘁，但獲得領隊基斯端納的鼓勵，而隊友亦不斷致電給他，告訴他需要抬起頭再起步。汉弗莱斯同時收到很多哈特普爾球迷的支持信件。
當汉弗莱斯翌季返回哈特普爾進行季前訓練時，他已可以將射失十二碼作為逗笑的主題。汉弗莱斯堅守尼采的格言：「不能毀滅我的，能磨練我，使我堅強茁壯。」（that anything that doesn't kill you, makes you stronger），決心以更強更好返回球場。
汉弗莱斯在2002/03年球季開鑼日對卡素爾以一個入球揭開序幕。在這季比賽，汉弗莱斯主要擔任左翼，當球季結束後，哈特普爾獲得聯賽亞軍，可以升級到乙組《第三級》聯賽，汉弗莱斯出席球季每一場比賽及射入11球，獲選為球迷票選足球先生。
接著的兩季在新領隊尼爾·谷巴（Neale Cooper）領導下汉弗莱斯再次出席所有比賽。2003/04年球季哈特普爾新升級仍然獲得第六位的佳績，但升級附加賽因兩個完場前的失球而累計以2-3負於布里斯托城，再次四強出局，汉弗莱斯形容感受比輸給車頓咸更痛苦。由於米奇·巴朗（Mickey Barron）受傷，汉弗莱斯成為代隊長。2004/05年球季乙組《第三級》聯賽更名甲級聯賽，哈特普爾再獲得第六位參加季後升級附加賽，四強首回合主場兩球淨勝燦美爾，5月17日次回合被追平累計2-2，加時後仍然難分高下，再次需以十二碼定勝負，在第二輪突然死亡主隊先射失，輪到自從對車頓咸射失後首次踏足十二碼點的汉弗莱斯主射，一射中的將哈特普爾送入附加賽決賽，同時將對車頓咸的不快記憶一筆勾消。將會與母會錫周三在決賽相逢。2005年5月29日千禧球場決賽，錫周三在半場後即先開紀錄，但哈特普爾兩分鐘後立即扳平，更於71分鐘反先，不幸基斯韋士活（Chris Westwood）於81分鐘在禁區內侵犯對手，被罰十二碼兼紅牌驅逐離場，錫周三射入十二碼追平，加時再入兩球以4-2擊敗僅餘10人應戰的哈特普爾。汉弗莱斯相信其所有附加賽敗仗亦不能與這場充滿爭議負於錫周三相比。在球季結束前汉弗莱斯延長兩年合約。
2005/06年球季前汉弗莱斯充滿信心可以爭取升級。2005年11月1日3-1擊敗基寧咸一役使汉弗莱斯成為首名連續上陣200次的哈特普爾球員。由於球員傷患的問題，汉弗莱斯被迫移任左閘。差劣的管理、優柔寡斷的教練團及主力球員的傷患導致哈特普爾在聯賽榜排第廿一位，需要降級到乙級聯賽。雖然如此，汉弗莱斯仍然獲選為球員及球迷票選的足球先生，同時更奪得東北部足球頒獎禮的聯賽年度最佳球員獎。
不是冤家不聚頭，在汉弗莱斯離開錫周三時執教的丹尼·威爾遜（Danny Wilson）在2006/07年球季獲聘成為哈特普爾的新領隊。2006年8月22日汉弗莱斯在對赫里福特聯時被貶沒有上陣，自2001年10月開始連續上陣284場聯賽的紀錄終於停止，是英格蘭聯賽第五最長的紀錄。這場比賽後不久的9月8日，汉弗莱斯被外借到維爾港一個月，這是丹尼威爾遜第三度將汉弗莱斯外借到其他球隊，亦是汉弗莱斯生平中僅有的三次。汉弗莱斯為維爾港上陣7次，沒有入球。維爾港原想續借一個月，但為哈特普爾拒絕，汉弗莱斯返回哈特普爾。稍後汉弗莱斯透露沒有離隊的意圖，汉弗莱斯以正選出席球季餘下的所有比賽。哈特普爾開季的成績絕不理想，球隊只能在聯賽榜下游打滾，但運氣在11月18日對阿克寧頓後逆轉，汉弗莱斯在球賽最後一刻射入一球反勝主隊2-1，自此哈特普爾展開一段23場不敗走勢，其中包括連續7仗不失球的勝仗，2007年2月10日汉弗莱斯射入反勝的一球結果3-1擊敗米禾爾，協助球隊登上聯賽榜次席，2月24日汉弗莱斯作客對波士顿联時再射入一記35碼自由球維持球隊榜首席位。最後哈特普爾僅以1分之微落後於華素爾獲得冠軍，升級甲級聯賽。汉弗莱斯的表現使他入選乙級聯賽PFA年度最佳陣容，同時獲得「猴子生意」（Monkey Business）的成就獎，汉弗莱斯更獲得英女王的嘉獎。
2008年2月13日，由球迷票選，市內新建的堅尼·莊遜邨（Kenny Johnson Estate）中的兩條街道將以哈特普爾兩名資深球員（Mickey Barron）及汉弗莱斯的名字命名。在2008年哈特普爾年終頒獎禮中，汉弗莱斯個人獨得4項大獎，包括年度最佳球員、十年（2000年代）最佳球員及百年最佳球員。

## 榮譽
個人
- 哈特普爾球迷票選足球先生：2003年、2006年、2008年
- 哈特普爾球員票選足球先生：2006年
- 東北部可口可樂聯賽年度最佳球員：2006年
- PFA年度最佳陣容（成員）：2003年[47]、2007年[48]

哈特普爾
- 丙組《第四級》聯賽亞軍：2002/2003年
- 乙級聯賽（前稱丙組《第四級》）附加賽四強：1999/2000年、2000/2001年、2001/2002年
- 甲級聯賽附加賽四強：2003/2004年
- 甲級聯賽附加賽亞軍：2004/2005年
- 乙級聯賽亞軍：2006/2007年

## 註腳
1. ↑  . English Football League. 23 June 2016  [8 January 2017]. （原始内容存档于2020-09-20）.
2. 1 2  Hugman, Barry J. (编). . Edinburgh: Mainstream Publishing. 2010: 207. ISBN 978-1-84596-601-0.
3. ↑  . Player History.   [2007-09-07]. （原始内容存档于2017-10-14）.
4. 1 2 3 4 5 6  Humphreys, Richie. . Cheers Promotions. 2003: Introduction. ISBN 0-9545696-0-1.
5. ↑  .   [2008-05-19]. （原始内容存档于2005-08-25）.
6. ↑  . 《北方回声报》. 2007年2月14日  [2007-07-22]. （原始内容存档于2008-04-02）.
7. 1 2 3  . Cardiff City Online. 1999年11月22日  [2007-07-22]. （原始内容存档于2007年9月28日）.
8. ↑  . Sheffield Wednesday – Official Site. 2007年6月19日  [2007-07-22]. （原始内容存档于2008年8月8日）.
9. ↑  . 《独立报》. 1997年6月19日  [2007-07-22]. （原始内容存档于2013-06-12）.
10. ↑  England - Argentina 的存檔，存档日期2013-03-01.
11. ↑  
. Soccerbase.   [2007年9月23日].[永久]
12. ↑  .   [2008-05-19]. （原始内容存档于2016-03-07）.
13. ↑  .   [2008-05-19]. （原始内容存档于2016-03-07）.
14. ↑  .   [2008-05-23]. （原始内容存档于2016-03-07）.
15. ↑  . 《北方回声报》. 2001年11月12日  [2007-07-22]. （原始内容存档于2007年9月29日）.
16. ↑  . The Darlington and Stockton Times. 2002年1月11日  [2007-07-22]. （原始内容存档于2007年9月27日）.
17. ↑  . 《北方回声报》. 2002年2月15日  [2007-07-22]. （原始内容存档于2007年9月29日）.
18. ↑  .   [2008-05-19]. （原始内容存档于2016-03-07）.
19. ↑  .   [2008-05-19]. （原始内容存档于2021-05-14）.
20. ↑  . 《北方回声报》. 2002年8月12日  [2007-07-22]. （原始内容存档于2007年9月29日）.
21. ↑  Humphreys, Ritchie. . Cheers Promotions. 2003: Pre–Season. ISBN 0-9545696-0-1.
22. ↑  . BBC News. 2002年8月10日  [2007-07-22]. （原始内容存档于2003-08-31）.
23. 1 2  . In The Mad Crowd, Hartlepool United Statistics.   [2007-07-22]. （原始内容存档于2007-09-05）.
24. ↑  . 《北方回声报》. 2003年4月17日  [2007-07-22]. （原始内容存档于2007年9月29日）.
25. ↑  . 《北方回声报》. 2004年5月21日  [2007-07-22]. （原始内容存档于2007年9月29日）.
26. ↑  . 《北方回声报》. 2004年3月31日  [2007-07-22]. （原始内容存档于2007年9月29日）.
27. ↑  .   [2008-05-19]. （原始内容存档于2021-03-08）.
28. 1 2  . 《北方回声报》. 2005年5月23日  [2007-07-22]. （原始内容存档于2007年9月29日）.
29. ↑  .   [2008-05-19]. （原始内容存档于2021-03-18）.
30. ↑  . 《北方回声报》. 2005年5月31日  [2007-07-22]. （原始内容存档于2007年9月29日）.
31. ↑  .   [2008-05-19]. （原始内容存档于2016-03-07）.
32. ↑  . BBC News. 2005年12月6日  [2007-07-22]. （原始内容存档于2005-12-20）.
33. ↑  . Hartlepool: Vital Football.   [2007-07-22]. （原始内容存档于2007-09-27）.
34. ↑  Hartlepool United Official Site Player's Profile:Ritchie Humphreys 的存檔，存档日期2008-04-29.
35. ↑  . 《北方回声报》.   [2007-07-22]. （原始内容存档于2007-09-27）.
36. ↑  . BBC News. 2006年10月6日  [2007-07-22]. （原始内容存档于2019-06-30）.
37. ↑  .   [2008-05-19]. （原始内容存档于2018-06-23）.
38. ↑  . North East Football. 2006年10月12日  [2007-07-22]. （原始内容存档于2006年10月18日）.
39. ↑  .   [2008-05-19]. （原始内容存档于2016-03-07）.
40. ↑  . 《北方回声报》. 2007年2月12日  [2007-07-22]. （原始内容存档于2007-09-27）.
41. ↑  .   [2008-05-19]. （原始内容存档于2016-03-10）.
42. ↑  . BBC News. 2007年4月22日  [2007-07-22]. （原始内容存档于2008-04-14）.
43. ↑  . Hartlepool United – Official Site. 2007年5月9日  [2007-07-22].[永久]
44. ↑  . BBC News. 2007年1月11日  [2007-07-22]. （原始内容存档于2008-10-12）.
45. ↑  .   [2008-06-02]. （原始内容存档于2008-10-13）.
46. ↑  .   [2008-05-27]. （原始内容存档于2016-03-05）.
47. ↑  .   [2008-05-23]. （原始内容存档于2016-03-07）.
48. ↑  PFA League 2 Team of the Year 的存檔，存档日期2008-12-16.

## 自傳
《由淚水到歡呼：里奇·汉弗莱斯的哈特普爾升級日記》（From Tears to Cheers: Ritchie Humphreys' Hartlepool United Promotion Diary）  （页面存档备份，存于），里奇·汉弗莱斯，Cheers Promotions

## 外部連結
- 足球数据库：Ritchie Humphreys的球员统计数据
- Humphreys' Official Hartlepool United F.C. profile  （页面存档备份，存于）
- Ritchie Humphreys profile at In The Mad Crowd
- Vital Hartlepool Profile: Richie Humphreys